# Lilium souliei
Lilium souliei ist eine Art aus der Gattung der Lilien (Lilium) in der Asiatischen Sektion innerhalb der Familie der Liliengewächse (Liliaceae).
Lilium souliei ist in Kultur selten und bisher nicht zum Züchten von Hybriden herangezogen worden, wenngleich ihre Farbgebung ungewöhnlich und schön ist.

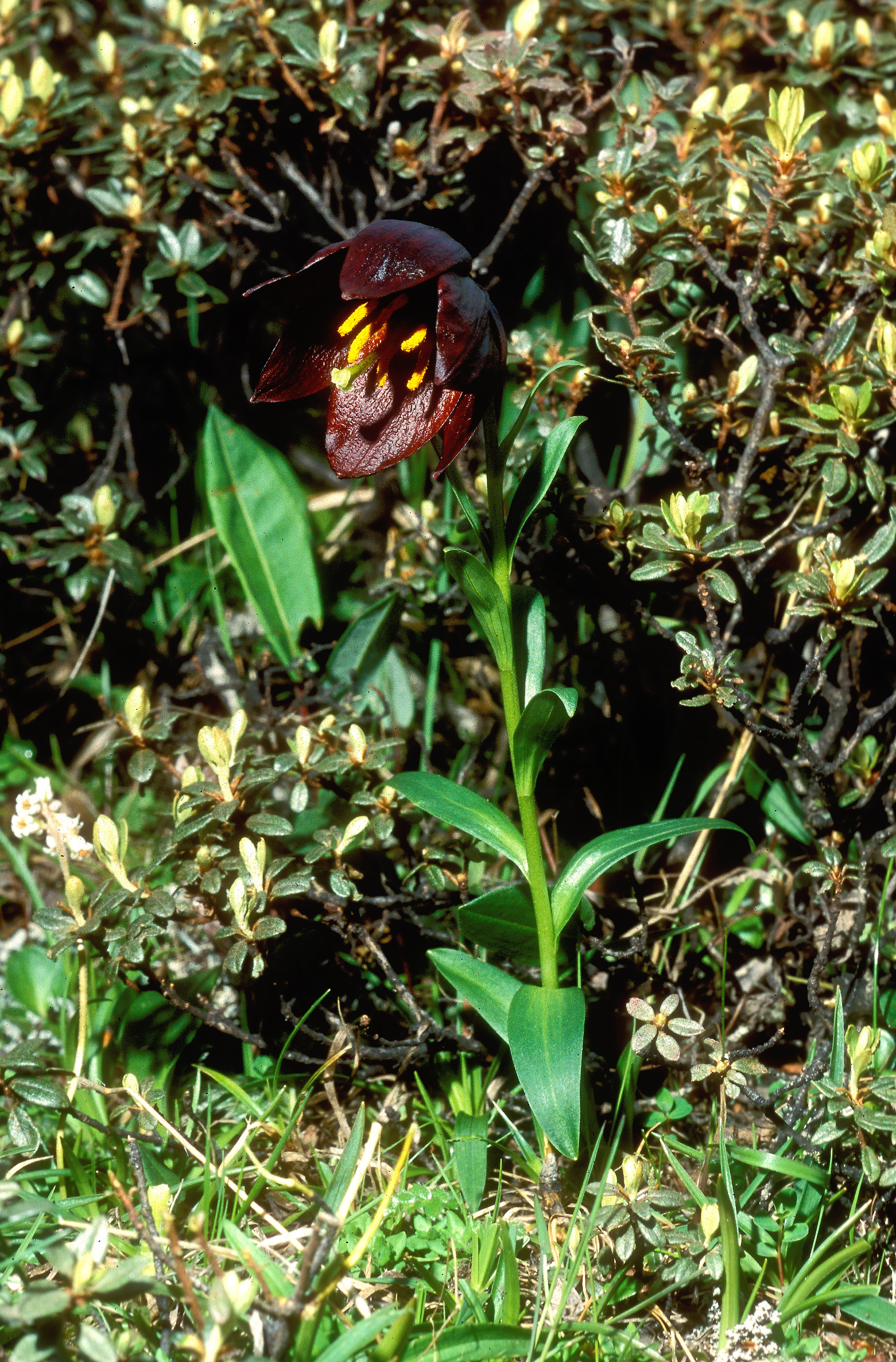
Lilium souliei am Tianchi (Yunnan), See im Bezirk Dali

## Beschreibung
Lilium souliei erreicht eine Wuchshöhe von 10 cm bis 30 cm, und gehört somit zu den Zwerglilien. Der Stängel ist hart und gerade. Die Laubblätter sind 0,6 bis 1,5 cm schmal und elliptisch, lanzettförmig oder linear, zwischen 3 cm und 6 cm lang und manchmal papillös. Insgesamt sind 5 bis 8 Blätter über den Stängel verteilt.
Die Pflanze blüht von Juni bis Juli mit einer einzelnen glockenförmigen, nickenden Blüte. Die zwittrige Blüte ist dreizählig, mit sechs gleichgestalteten 2,5 bis 3,5 cm langen Blütenhüllblättern (Tepalen). Die Grundfarbe der Blüte ist dunkelpurpurnrot bis mahagoni-braun ohne Punkte. In der Blüte gibt es drei Fruchtblätter und sechs Staubblätter. Die Antheren sind dunkelpurpurn und die Filamente zusammenneigend. Die Nektarien sind nicht papillös. Die Samen reifen von August bis Oktober in 1,5 cm bis 2 cm großen ovalen Samenkapseln.
Die Zwiebeln sind klein, schmaloval und erreichen einen Durchmesser von etwa 1,5 cm, sie sind mit weißen lanzettförmigen Schuppen überzogen.
Die Chromosomenzahl beträgt 2n = 24.

## Verbreitung
Lilium souliei findet sich auf grasigen Hängen und in Gebüschen in Höhenlagen zwischen 1200 und 1400 m NN, steigt aber auch bis auf 3900 m.
Die Art ist endemisch und findet sich in den Provinzen Sichuan, Yunnan und im Südosten von Xizang in der Volksrepublik China.

## Taxonomie
Lilium souliei wurde 1898 von Adrien René Franchet als Fritillaria souliei in Journal de Botanique (L.Morot) Band 12, Seite 221
erstbeschrieben. Die Artbezeichnung ehrt den Sammler der Pflanze R.P.Soulié. Die Art wurde von Joseph Robert Sealy als Lilium souliei (Franch.) Sealy in Kew Bulletin Band 5 Teil 2, Seite 296 in die Gattung Lilium gestellt. Nach POWO ist auch Lilium saccatum S.Yun Liang ein Synonym von Lilium souliei (Franch.) Sealy.